# Rasmus Dissing Nielsen
Rasmus Dissing Nielsen (født 25. juli 1988) var deltager i DR2-programmet "Danmarks Lækreste Spasser". Han deltog som kritiker af formatet og for at sætte fokus repræsentation af mennesker med handicap i medierne.
Han har siddet i Muskelsvindfondens repræsentantskab siden 2010 og er bestyrelsesmedlem i fonden Handshake, som blandt andet står bag Muskelsvindfondens indsamlingsaktivteter Grøn Koncert og Cirkus Summarum.
Han står i øvrigt bag figuren Tonni The Man, som blev skabt i samarbejde med og spillet af Simon Toftgaard Jespersen
Derudover er han fast målmand på det danske landshold i Powerchair Floorball (internationalt kendt under navnet "Powerchair Hockey"). Han er også næstformand og Marketing and Communications Officer for det internationale forbund, IWAS Powerchair Hockey.